# Wohnungsbauprogramm
Wohnungsbauprogramme sind komplexe Investitionsprogramme in den Wohnungsbau, die i. d. R. von den Staaten, Ländern oder Kommunen aufgelegt werden. Allen Programmen ist gemeinsam, dass es als Auslöser einen Wohnraummangel gibt, der gesellschaftlich nicht mehr zu akzeptieren ist, weil damit verbundene soziale oder ethnische Konflikte zu gesamtgesellschaftlichen Problemen auswachsen könnten, und das Problem nicht durch private Initiativen zu lösen ist. Als besondere Form ist der Soziale Wohnungsbau zu nennen.

## Merkmale
Die Wohnungsfrage und Volksgesundheit sah man Anfang des 20. Jahrhunderts eng miteinander verbunden, sodass die Gemeinwesen sich dem Problem u. a. durch Schaffung von Wohnraum unter Aufwendung öffentlicher Mittel widmeten und mit dem Gemeinnützigen Wohnungsbau Hand in Hand gingen. Träger des gemeinnützigen Wohnungsbaus waren u. a. die öffentlichen Arbeitgeber (Beamtenwohnungen), Bauvereine und -genossenschaften, Wohlfahrtsunternehmen, private Arbeitgeber (Werkswohnungen) und Baugesellschaften der Kommunen oder als Selbsthilfeorganisationen. Wohnungsnot wurde erklärt mit Zunahme der Bevölkerung allgemein und dem Zuzug der Menschen in die Städte.
Auslöser von Wohnungsbauprogrammen waren bzw. können darüber hinaus z. B. massive Zerstörungen von Wohnraum durch Kriege oder Naturkatastrophen sein; aber auch entstandene Wohnungsnot durch langjährige Fehlentwicklung bzw. Vernachlässigung bei Erhaltung und Neubau von Wohnraum. Auch wirtschaftliche Krisen und Rezessionen können Aktivitäten auf dem Wohnungsmarkt so weit lähmen, dass später großangelegte Wohnungsprogramme nötig werden. Ein weiterer Grund für größere Wohnungsnot sind Flüchtlings- und Vertriebenenniederlassungen u. a. Migrationsprozesse, sofern sie nicht durch geeignete Maßnahmen vorbereitet oder aufgefangen werden können.
Andererseits wurden Wohnungsbauprogramme auch in Phasen des wirtschaftlichen Aufschwungs realisiert, da einerseits der gestiegene Wohlstand nach mehr und besseren Wohnmöglichkeiten verlangte und andererseits auch die Mittel dafür zur Verfügung standen.

## Beispiele
Wohnungsbauprogramme wurden in den verschiedensten Staaten aller Gesellschaftsformen seit Beginn der Industrialisierung Ende des 19. Jahrhunderts aufgelegt, z. B.:
- im 19. und Anfang des 20. Jahrhunderts der großflächige Bau von so genannten Mietskasernen in den neuen Metropolen der Industriestaaten;
- Hessen (Deutschland): von 1926 bis 1930 das Neue Frankfurt;
- Deutschland: im NS-Regime gab es auch ein staatliches Wohnungsbauprogramm, dem im Zweiten Weltkrieg Robert Ley vorstand. Er sollte nach dem Krieg das umfassende „Programm des sozialen Wohnungsbaus“ leiten, das Hitler am 15. November 1940 verkündete.[2]
- Kanada: 1935 startete der Premier William Lyon Mackenzie King nach der Depression verschiedene Hilfsprogramme, darunter ein Nationales Wohnungsbauprogramm; es gibt noch heute in Fort Franklin ein staatlich gefördertes Wohnungsbauprogramm, siehe Bearlake;
- USA: 1937 entstand die Farm Security Administration im Rahmen von Präsident Roosevelts Politik des New Deal, die auch Wohnungsbauprogramme für arme Farmer verfolgte;
- Großbritannien: 1951 Winston Churchills Konservative Partei gewann u. a. die Wahlen, da er versprach, das staatliche Wohnungsbauprogramm der Labour Party weiterzuführen;
- Rumänien: Um der starken Wohnungsnachfrage entsprechen zu können, begann die sozialistische Staatsführung nach dem Zweiten Weltkrieg ein umfangreiches Wohnungsbauprogramm, Bukarest wurde vor allem in den peripheren Bereichen zu einer riesigen Baustelle. Die Stadtfläche verdreifachte sich in dieser Zeit auf 21.700 Hektar.
- Bundesrepublik Deutschland in Schleswig-Holstein; im Jahr 1949 das ERP-Programm 10.000 Flüchtlingswohnungen, als größtes Wohnungsbauprogramm seiner Art in Westdeutschland
- Bundesrepublik Deutschland: in den 1950er und 1960er Jahren baute man u. a. so genannte „Entlastungsstädte“, z. B. Neuperlach;
- Frankreich: Nach dem schweren Winter 1953/54 wurde ein nationales Wohnungsbauprogramm von mehreren Mrd. Franc in Gang gesetzt, s. a. Abbé Pierre;
- Schweden: 1965–1975 das „Millionenprogramm“ s. a. Helsingborg, Drottninghög
- DDR: 1972–1990 das Wohnungsbauprogramm als Kernstück des Sozialpolitischen Programms von SED und Staat;
- Ecuador: Parteien werben auch 2007 mit Wohnungsbauprogrammen, s. a. Partido Renovador Institucional Acción Nacional, Álvaro Noboa;
- Berlin: In der Weimarer Republik wurden zwischen 1925 und 1931 über 160.000 Wohnungen neu gebaut[3]. Einige der dabei entstandenen Siedlungen der Berliner Moderne sind als Weltkulturerbe anerkannt.